# Странноприемница
Странноприемницата е съоръжение, предназначено за посрещане и настаняване на пътници, които не разполагат с местожителство в дадена местност.

## Исторически контекст и функции
В средновековна България странноприемниците често са били част от манастирски комплекси или се намирали в близост до църкви. Те са изпълнявали важна социална функция, предоставяйки подслон и храна на пътуващи търговци, странници и поклонници. В някои случаи, странноприемниците са служили и като медицински пунктове, където пътуващите можели да получат основна медицинска помощ.

## Архитектурни особености
Архитектурата на странноприемниците варира в зависимост от региона и периода на строителство. Обикновено са построени от местни материали, като дърво и камък, и са проектирани така, че да осигуряват удобство и защита от неблагоприятните атмосферни условия. Интериорът често е прост, с основен акцент върху функционалността и комфорта.

## Културно значение
Странноприемницата не само че поддържа традициите на милосърдие и гостоприемство, но и играе роля в съхраняването на културната идентичност на региона. Тя е символ на общността и подкрепата, която обществото може да предложи на непознати. В съвременна България, странноприемниците са ценен извор на информация за изучаването на националната история и традиции.

## Съвременно значение и запазване
В наши дни, интересът към странноприемниците се възражда като част от туристическите и културни проекти за запазване на българското наследство. Реконструкцията и поддържането на старите странноприемници предлага възможност за туристи и изследователи да се докоснат до живата история и да изпитат традиционното българско гостоприемство. Така странноприемниците продължават да бъдат жив символ на отвореността и топлотата, които са в основата на българската култура и идентичност.